# Amphithalea stokoei
Amphithalea stokoei är en ärtväxtart som beskrevs av Harriet Margaret Louisa Bolus. Amphithalea stokoei ingår i släktet Amphithalea och familjen ärtväxter. Inga underarter finns listade i Catalogue of Life.